# Nhà máy điện
Nhà máy điện là nhà máy sản xuất điện năng ở quy mô công nghiệp.

Bộ phận chính yếu của hầu hết các nhà máy điện là máy phát điện. Đó là thiết bị biến đổi cơ năng thành điện năng thông thường sử dụng nguyên lý cảm ứng điện từ. Tuy nhiên nguồn năng lượng để chạy các máy phát điện này lại không giống nhau. Nó phụ thuộc phần lớn vào loại chất đốt và công nghệ mà nhà máy có thể tiếp cận được.

## Nhà máy nhiệt điện

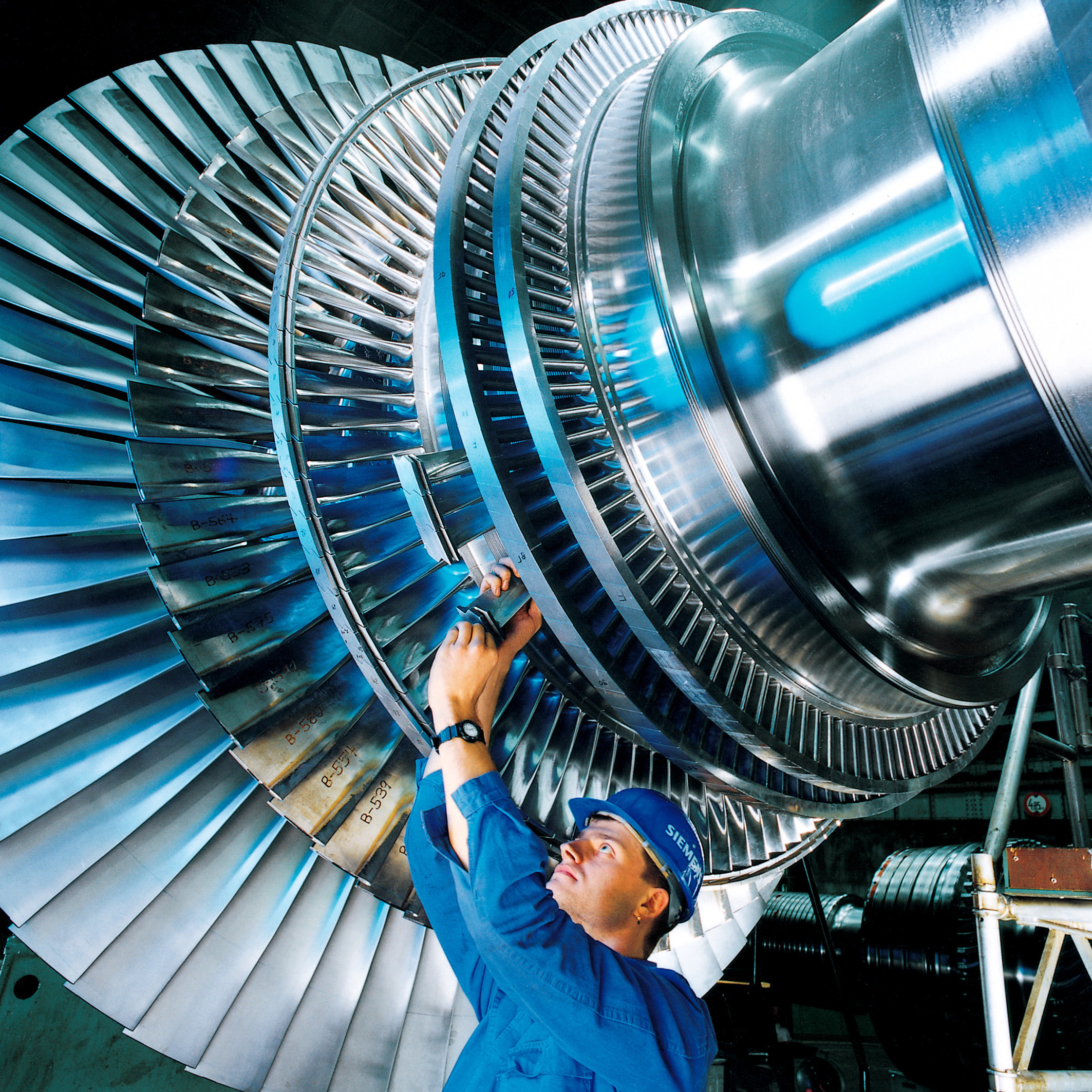
Rotơ của một máy tuabin hơi nước hiện đại đang được lắp ráp ở nhà máy Siemens tại Đức

Trong nhà máy nhiệt điện, cơ năng được tạo ra bởi động cơ nhiệt. Động cơ nhiệt tạo ra cơ năng bằng nhiệt được lấy bằng cách đốt nhiên liệu. Cơ năng ở đây được lưu trữ dưới dạng động năng quay của tuabin. Khoảng 80% các nhà máy điện dùng tuabin hơi nước, tức là dùng sử dụng hơi nước đã được làm bốc hơi bởi nhiệt để quay tuabin. Theo định luật hai nhiệt động lực học, nhiệt năng không thể chuyển hết thành cơ năng. Do đó luôn có mất mát nhiệt ra môi trường. Lượng nhiệt mất mát này có thể được sử dụng vào các mục đích khác như sưởi ấm, khử muối của nước...

### Phân loại

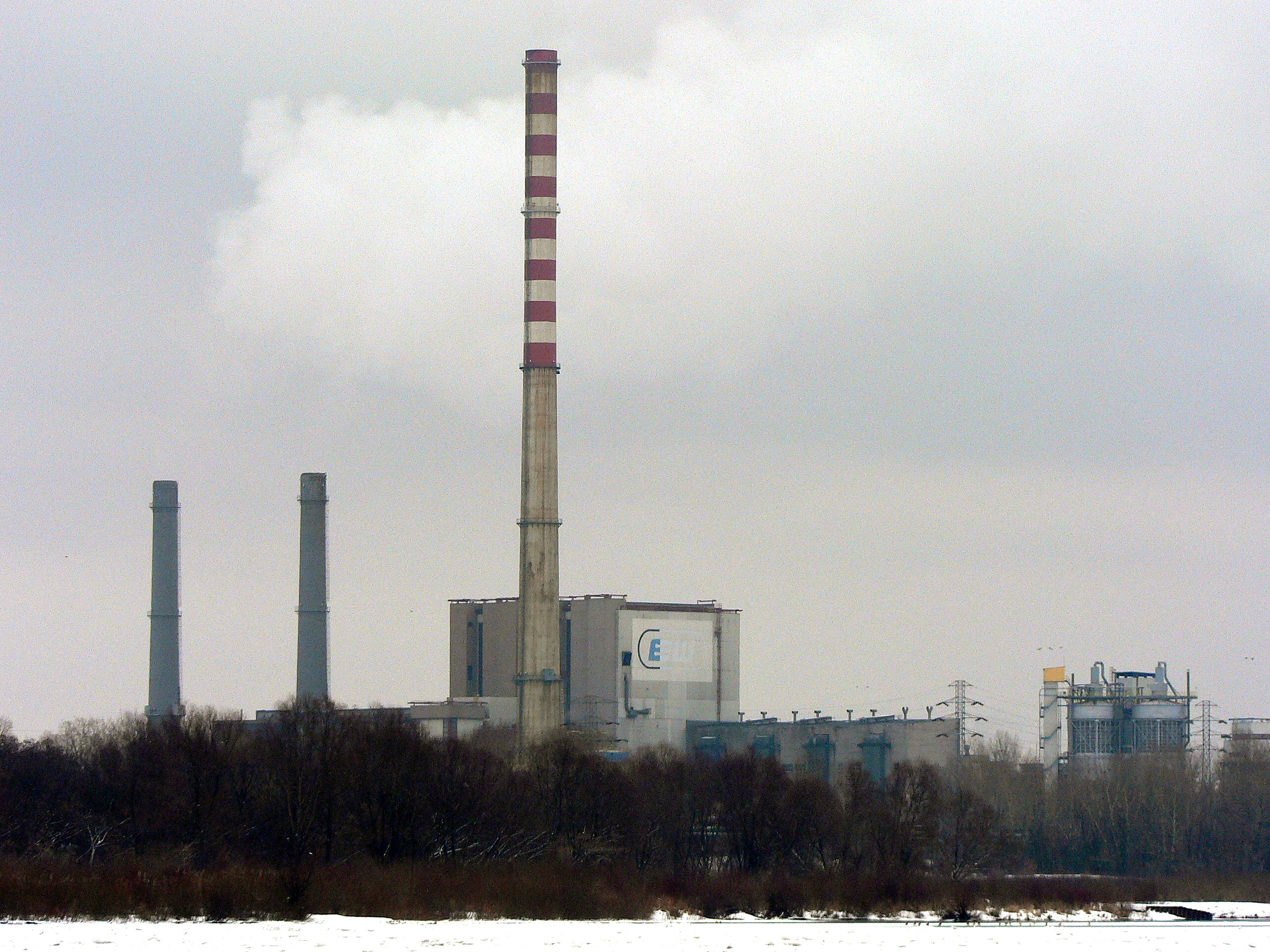
Nhà máy CHP ở Warsaw, Ba Lan

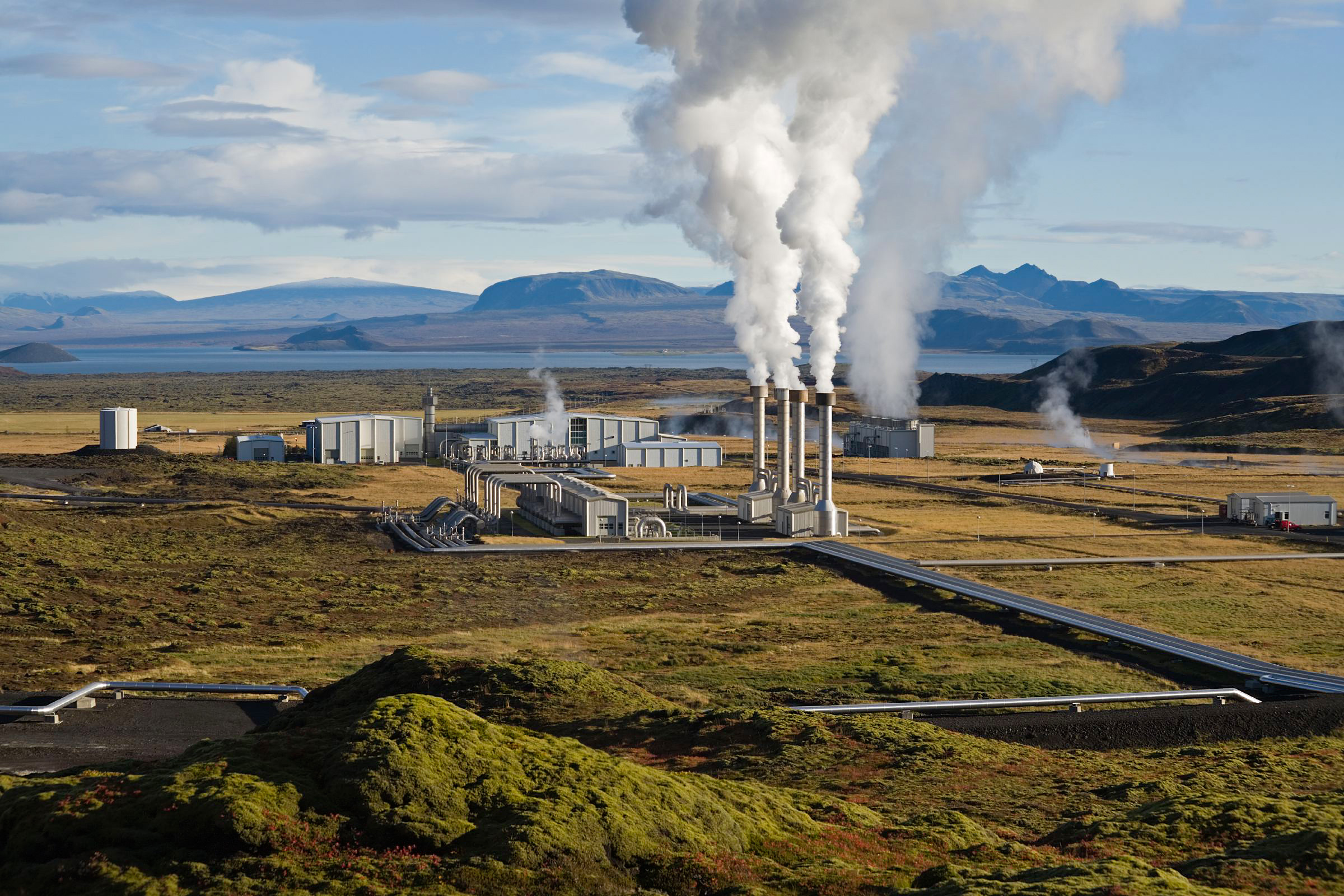
Nhà máy địa nhiệt ở Ai-xơ-len

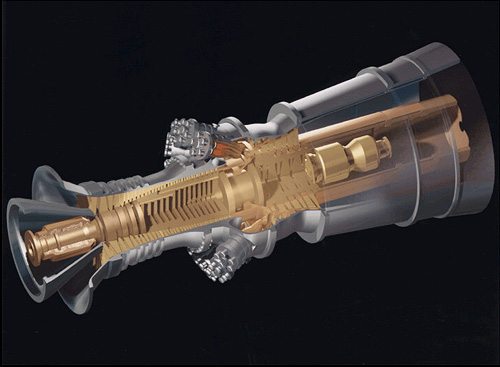
Tuabin khí 480MW dòng GE H

Nhà máy nhiệt điện có thể được phân loại dựa trên hai tiêu chí: loại nhiên liệu được sử dụng và phương pháp tạo ra động năng quay.

#### Dựa vào loại nhiên liệu
- Nhà máy điện hạt nhân[1] dùng nhiệt tạo bởi phản ứng hạt nhân để quay tuabin hơi.
- Nhà máy nhiệt điện sử dụng năng lượng hóa thạch (khí đồng hành, dầu diesel...) có thể dùng tuabin khí (khi dùng khí đồng hành) hoặc hơi (khi dùng dầu).
- Nhà máy địa nhiệt lấy sức nóng từ những tầng sâu của trái đất.
- Nhà máy năng lượng tái tạo lấy nhiệt bằng cách đốt bã mía, rác thải, khí biogas...
- Nhà máy điện lấy nhiệt dư thừa từ các khu công nghiệp (nhà máy thép), sức nóng của người và động vật, lò sưởi. Tuy nhiên các nhà máy này có công suất thấp.

#### Dựa vào phương pháp tạo động năng quay
- Nhà máy tuabin hơi: làm sôi nước và dùng áp suất do hơi phát ra làm quay cánh tuabin.
- Nhà máy tuabin khí: dùng áp suất do dòng khí di chuyển qua cánh tuabin làm quay tuabin. Do nó làm cho tuabin khởi động nhanh nên nó có thể được dùng cho việc tạo động năng đầu cho tuabin trong các nhà máy điện mặc dù tốn kém hơn.
- Nhà máy tua bin kết hợp hơi - khí: kết hợp ưu điểm của hai loại tuabin trên.